# Edson Bispo dos Santos
Edson Bispo dos Santos, né le 27 mai 1935, à Rio de Janeiro, au Brésil, mort le 12 février 2011 à São Paulo, au Brésil, est un ancien joueur et entraîneur brésilien de basket-ball.

## Palmarès
Joueur
- 3e des Jeux olympiques 1960
- 3e des Jeux olympiques 1964
- Champion du monde 1959
- Troisième des Jeux panaméricains de 1955
- Troisième des Jeux panaméricains de 1959
- Finaliste des Jeux panaméricains de 1963

Entraîneur
- Vainqueur des Jeux panaméricains de 1971
- Troisième des Jeux panaméricains de 1975